# He Couldn't Dance, But He Learned
He Couldn't Dance, But He Learned è un cortometraggio muto del 1910. Il nome del regista non viene riportato nei credit del film.

## Produzione
Il film fu prodotto dalla Vitagraph Company of America.

## Distribuzione
Distribuito dalla Vitagraph Company of America, il film - un cortometraggio di 122 metri - uscì nelle sale cinematografiche statunitensi il 29 maggio 1909. Nelle proiezioni, veniva programmato con il sistema dello split reel, accorpato in un'unica bobina con un altro cortometraggio prodotto dalla Vitagraph, The Empty Sleeve, or Memories of Bygone Days.